# Cephalocoema insulae
Cephalocoema insulae är en insektsart som beskrevs av Piza Jr. 1946. Cephalocoema insulae ingår i släktet Cephalocoema och familjen Proscopiidae. Inga underarter finns listade i Catalogue of Life.